# 1994 JS
1994 JS är ett transneptunskt objekt i Kuiperbältet. Det upptäcktes den 11 maj 1994 av den brittiske astronomen David C. Jewitt och den amerikanska astronomen Jane Luu vid Cerro Tololo.